# Godrano
Godrano (sicilià Gudranu) és un municipi italià, dins de la ciutat metropolitana de Palerm. L'any 2007 tenia 1.146 habitants. Limita amb els municipis de Corleone, Marineo, Mezzojuso i Monreale.

## Administració
| Període | Identitat      | Partit        |
| ------- | -------------- | ------------- |
| 2005-   | Mateo Cannella | Llista cívica |

## Personatges il·lustres
- Pino Puglisi, sacerdot assassinat per la màfia a Palerm, al barri de Brancaccio, mossèn de la parròquia de Godrano.
- Salvatore Travolta, avi de John Travolta.